# Gallobeudantite
La gallobeudantite è un minerale appartenente al gruppo della beudantite, è uno dei rari minerali assieme alla gallite e alla söhngeite che contengono gallio nella loro composizione. È l'analogo della beudantite con il gallio in sostituzione del ferro trivalente (Fe3+) e quindi il nome è stato attribuito in relazione a questo.

## Morfologia
La gallobeudantite è stata trovata sotto forma di zone di cristalli romboedrici lunghi fino a 200 µm in piccole geodi.

## Origine e giacitura
La gallobeudantite è stata scoperta nella miniera di Tsumeb come minerale secondario per alterazione supergenica in un campione di minerali del rame in una matrice di un minerale analogo alla germanite con inclusioni di reinerite, gallite e tennantite.